# فهرست نسخه‌های خطی کتابخانه عمومی آیت‌الله گلپایگانی
فهرست نسخه‌های خطی کتابخانه عمومی آیت‌الله گلپایگانی کتابی از ابوالفضل حافظیان و علی صدرایی نیا است که در سال ۱۳۸۸ منتشر و در مراسم کتاب سال جمهوری اسلامی ایران به‌عنوان کتاب برگزیده معرفی شد.